# 44 Boötis
44 Boötis (i Boötis) é uma estrela na direção da Boötes. Possui uma ascensão reta de 15h 03m 47.68s e uma declinação de +47° 39′ 14.5″. Sua magnitude aparente é igual a 4.83. Considerando sua distância de 42 anos-luz em relação à Terra, sua magnitude absoluta é igual a 4.30. Pertence à classe espectral G2V + G2V.